# 부경문물연구원
부경문물연구원은 2010년 2월 9일 설립된 문화체육관광부 소관의 재단법인이다. 문화재의 조사, 발굴, 보호, 보존 및 그에 관한 연구를 통해 민족문화의 우수성을 고양하고 민족문화의 전승과 새로운 문화창조에 기여함을 목적으로 한다. 사무실은 부산광역시 강서구 낙동남로 1013번길 8-1에 있다.

## 주요 사업
- 문화유산의 보존, 보호 활동 및 연구
- 문화재 조사(지표조사, 발굴조사 등을 포함한 학술조사) 및 연구
- 문화재의 과학적인 보존처리 및 수장, 전시
- 문화재 관련 전문인력 양성 및 사회교육
- 기타 이 법인의 목적을 달성하기 위하여 필요한 사업